# CubETH
CubETH est un satellite suisse de la catégorie des CubeSats,  actuellement en développement. Des antennes ainsi que des récepteurs GNSS intégrés permettent la détermination précise de l'orbite ainsi que de l'attitude. La spécificité de CubETH est l'utilisation de récepteurs COTS à bas prix.

## Buts
CubETH est une mission de démonstration technologique. Un des buts et de prouver que des récepteurs à bas coûts peuvent être utilisés pour la détermination précise de l'orbite dans l'espace. L'orbite ainsi que l'attitude seront calculés à bord du satellite et transmises à une station située sur terre. Le post-traitement des données brutes sur terre permettra un premier contrôle du fonctionnement correct du satellite. Afin de disposer d'un contrôle indépendant, le satellite est équipé de réflecteurs SLR, permettant une détermination de l'orbite à partir de la terre, indépendamment des systèmes de navigation par satellite.

## Structure
Le satellite correspond à la norme CubeSat et mesure donc 10 x 10 x 10 cm. La face supérieure est équipée de quatre antennes GNSS. Les quatre faces latérales sont équipées de panneaux solaires. Une cinquième antenne se trouve sur une des faces latérales. La face inférieure du satellite est dotée d'une antenne de communication, nécessaire pour le contact avec la terre. Toute l'électronique de vol est située à l'intérieur du satellite, tout comme les 10 récepteurs GNSS de la marque u-blox, entreprise située dans le canton de Zurich. Pour des questions de redondance, chaque antenne est connectée à deux récepteurs. Les principaux avantages de ces composants sont leur petite taille, leur faible masse, ainsi que leur faible consommation d'énergie. En revanche, ces récepteurs ne sont pas certifiés pour des applications spatiales.

## Collaboration
L'École Polytechnique Fédérale de Zurich mène le projet. L'École polytechnique fédérale de Lausanne, la Haute École de Lucerne, l'École Technique de Rapperswil et la Haute école spécialisée de Suisse occidentale participent au projet. De plus, divers partenaires industriels suisses sont impliqués.

## Statut
CubETH est actuellement en phase de développement. La mise en orbite est prévue pour 2017 .